# Électeur rationnel
L'électeur rationnel est un concept de la science politique qui permet de considérer une personne participant à un vote comme un individu dont le comportement est guidé par une forme de rationalité, qu'il s'agisse d'envisager les ressorts de la participation électorale ou les déterminants du vote lui-même. On parle également d'électeur stratège pour envisager l'électeur comme un acteur mettant en jeu de véritables stratégies dans son comportement.